# Asedio de Knin

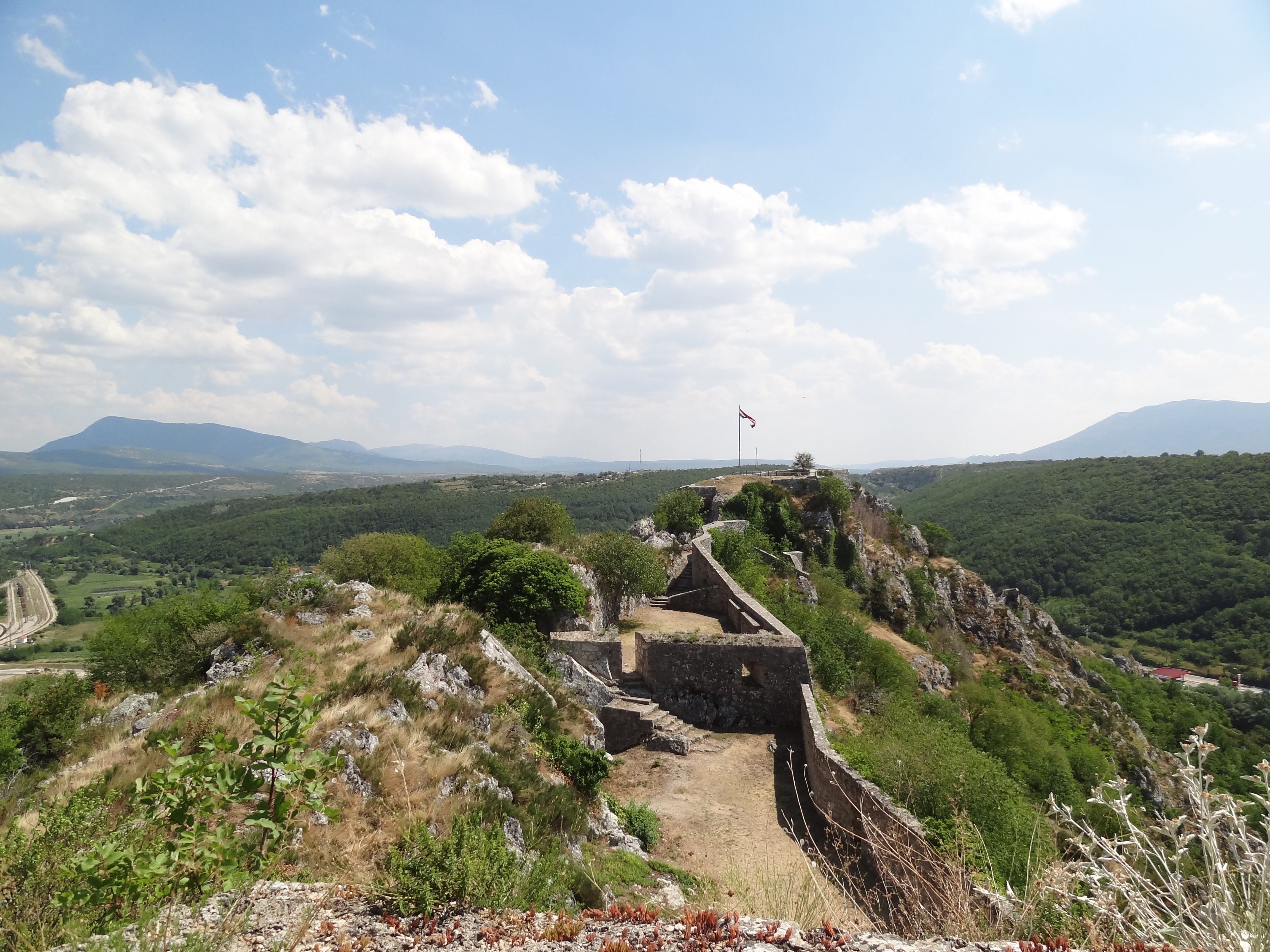
La fortaleza de Knin en 2012

El asedio de Knin (en croata: Opsada Knina) fue el cerco al que el Imperio otomano sometió a la ciudad de tal nombre, capital del Reino de Croacia, en 1522. Después de dos intentos fallidos en 1513 y 1514, las fuerzas otomanas acaudilladas por Ghazi Husrev-bey, gobernador del Sanjacado de Bosnia, emprendieron una gran ofensiva en el sur de Croacia en la primavera de 1522. En mayo, sus fuerzas, reforzadas con tropas del Sanjacado de Herzegovina y de Constantinopla, sitiaron la Fortaleza de Knin.
Debido a las frecuentes incursiones contra Knin y sus alrededores, la fortaleza ya estaba dañada y una gran parte de la población local había huido a zonas más seguras de Croacia. El noble croata Mihajlo Vojković, el jefe de la guarnición de Knin, solo disponía de un pequeño contingente. Entregó la fortaleza el 28 de mayo, a cambio de que se dejase partir libremente a sus soldados. Los otomanos entraron en la ciudad al día siguiente. El ban croata, Ivan Karlović, que estaba preparando el socorro de la fortaleza sitiada, encarceló a Vojković por haberla entregado. Después de su conquista, los otomanos integraron Knin en el valiato croata, parte a su vez del Sanjacado de Bosnia. Knin se convirtió en la capital del Sanjacado de Krka y Lika alrededor de 1580 y permaneció bajo el dominio otomano hasta 1688.

## Antecedentes

Croacia y la expansión otomana en la región en 1500

A principios del siglo XVI, el Reino de Croacia estaba en unión personal con el Reino de Hungría. Su frontera con el Imperio otomano formaba parte de un sistema de defensa más amplio establecido por el rey Matías Corvino. La parte sur del sector croata de la frontera, bajo la autoridad del ban de Croacia, estaba custodiada por tres fuertes importantes. Junto con Skradin y Klis, la ciudad fortificada de Knin, en el norte de Dalmacia, ubicada en el curso alto del río Krka, vigilaba el vecino Sanjacado de Bosnia. Tras la muerte del rey Matías en 1490, la zona fronteriza se vio sometida a una mayor presión otomana, y las frecuentes incursiones dejaron los fuertes aislados.
A la derrota croata en el campo de Krbava a manos de los otomanos en 1493 le precedió el primer asedio otomano de Knin. El ejército otomano acampó cerca de la plaza antes del asedio. La guarnición subestimó su fuerza, lo atacó y sufrió una grave derrota. Luego, los otomanos sitiaron la ciudad, pero los defensores lograron repeler los embates. Ese año hubo una gran emigración de Knin y sus alrededores a partes más seguras de Croacia. Knin, capital de Croacia y residencia del ban, fue perdiendo lentamente su importancia como centro político y administrativo del reino. Su corte suprema dejó de funcionar, el diputado del ban ya no tenía deberes civiles y todos los esfuerzos se centraron en la construcción de las fortificaciones de Knin. La ciudad también era sede de una diócesis católica, pero, debido a la amenaza otomana, el obispo de Knin se trasladó a Cazin.
En 1501, el ban croata Juan Corvino, con ayuda de Venecia, planeó una ofensiva mayor en el Sanjacado de Bosnia desde Knin. Una serie de ataques fronterizos otomanos frustraron el plan. Al año siguiente, el ejército croata estacionado en Knin participó en una incursión en Bosnia. Los otomanos respondieron con otra en la comarca de Knin en septiembre, en la que prticiparon dos mil seiscientos jinetes. El 20 de agosto de 1503, el rey Vladislao II, que sucedió a Matías Corvino, concluyó un tratado de paz de siete años con el sultán Bayezid II. El armisticio se utilizó para fortalecer las defensas de Knin al año siguiente. En 1505, Dalmacia experimentó un período de hambruna grave que también afectó a Knin. En 1510, un brote de peste casi redujo a la mitad la población de Knin.
En 1511 se firmó un nuevo tratado de paz de cinco años. Los gobernadores de los sanjacados de Herzegovina y Bosnia no respeban la nueva tregua y a menudo talaban los campos de las ciudades fronterizas croatas. En un informe del 5 de mayo de 1511 al parlamento de Buda, el tesorero Blaž Raškaj (en húngaro: Balázs Ráskai) declaró que Knin era blanco de continuos ataques otomanos y que todo el Reino de Croacia se perdería si la ciudad caía. Hungría tenía sus propios problemas financieros y no podía asignar suficientes recursos para ayudar a las defensas de Croacia. Los nobles croatas acudieron a la Santa Sede en busca de auxilio en la guerra con el Imperio otomano. Petar Berislavić, el ban de Croacia de 1513 a 1520, recibió alrededor de cincuenta mil ducados en subvenciones del papa León X durante su mandato.
Algunos nobles croatas de la zona pactaron con los otomanos para proteger sus posesiones de las incursiones; pagaban tributos anuales al gobernador de Bosnia. En los concilios de 1507 y 1511, la nobleza croata concluyó que si el rey no brindaba más ayuda, se vería obligada a pagar tributo al sultán. Venecia informó que sus ciudades costeras en el este del Adriático ya no eran seguras debido a los acuerdos locales que los alcaides de los fuertes croatas del interior del país habían suscrito con los otomanos. Estos acuerdos tenían un alcance local y no condujeron a un cese global de hostilidades.
Con el advenimiento de Selim I como sultán en 1512, todos los tratados de paz fueron anulados. Todo el Banato de Srebrenik, una de las provincias defensivas establecidas por Matías Corvino, fue conquistado en el otoño del mismo año. Berislavić, cuyo mandato estuvo marcado por continuas batallas con el Imperio otomano, se centró en defender la región del río Una. En agosto de 1513, obtuvo una gran victoria contra los otomanos en la batalla de Dubica, pero pereció en mayo de 1520, en una emboscada en la batalla de Plješevica. La mayoría de los nobles croatas apoyaron a Ivan Karlović, el jefe de la familia Kurjaković, para reemplazar a Berislavić, pero el rey Luis II, que sucedió a Vladislao II, dudaba sobre la conveniencia de otorgarle el cargo, por lo que el puesto de ban permaneció vacante un año más.

## Intentos de asedio fallidos

La situación territorial en la zona en 1576, tras los avances otomanos en la región

En 1510, el capitán de Knin acordó una defensa conjunta con el capitán de la ciudad costera de Šibenik, controlada por Venecia. Informó que Knin estaba aislada debido a las actividades de los soldados otomanos irregulares y la falta de refuerzos. En el mismo año, alrededor de mil akinji otomanos (caballería ligera irregular) corrieron la comarca de Knin. Algunas fuentes contemporáneas mencionan que en esa ocasión se capturó al viceban de Croacia. Tres años más tarde, en enero de 1513, hubo otro sitio de Knin. El ban croata ordenó al viceban Baltazar Baćan (en húngaro: Boldizsár Batthyány) que reuniese fuerzas y socorriese la plaza con la colaboración de la Archidiócesis de Zagreb . El ban llamó a un levantamiento general en el país en esa ocasión. La Diócesis de Pécs también proporcionó ayuda. En febrero del año siguiente, un ejército otomano de diez mil soldados sitió Knin, pero no pudo tomar la fortaleza y perdió quinientos hombres. El asentamiento debajo de la fortaleza fue incendiado en esta ocasión. El gobernador del sanjacado bosnio construyó dos nuevos fuertes en la frontera cerca de Skradin en 1517, para facilitar futuras ofensivas.
La guerra, el hambre, la peste y la migración a lugares más seguros diezmaron la población local fue diezmada y la economía de la ciudad se vio obstaculizada por la incautación de cosechas y ganado. Los capitanes de Knin y Skradin viajaron a Buda y ofrecieron sus renuncias en octubre de 1521, explicando que no tenían suficientes recursos para resistir los asaltos otomanos. El rey Luis II y su consejo los persuadieron de permanecer en sus puestos y les prometieron refuerzos de mil infantes y otros tantos jinetes, aunque no se sabe cuántos les enviaron finalmente.

## Preludio y asedio final
En noviembre de 1521, Karlović fue nombrado el nuevo ban de Croacia. Poco después de asumir el cargo, se enfrentó a la toma otomana de la ciudad de Buzim, tras un motín de soldados otomanos encarcelados. La ciudad había estado en posesión de Petar Keglević, el ban de Jajce. Karlović dirigió un ejército para recuperarlo y negoció la rendición de la ciudad a cambio de permitir que los amotinados marchasen al territorio dominado por los otomanos. La decisión de dejar que los otomanos se fueran libremente provocó una disputa con Keglević, quien se opuso a tal concesión y se quejó de Karlović al rey Luis. En marzo de 1522, hubo más conflictos en la frontera. Karlović esperaba un ataque otomano en Krupa y Bihać o en la región de Lika . Las fuerzas del ban se enteraron por un soldado otomano capturado de que los otomanos estaban preparando una ofensiva mayor, ordenada por el nuevo sultán, Solimán, tras su conquista de Belgrado en agosto de 1521. El sultán vio la ofensiva como un castigo por el fracaso de las negociaciones con los nobles croatas, de los que sospechaba que las utilizaban para ganar tiempo.
La campaña fue confiada a Ghazi Husrev Bey, el gobernador de Bosnia, y a Mahmud Bey, su colega de Herzegovina. Mahmud Bey era hijo del general y estadista otomano Hersekzade Ahmed Bajá. Husrev Bey fue nombrado gobernador del sanjacado de Bosnia en septiembre de 1521, después de que se distinguiese durante el asedio de Belgrado y se ganase el título de «ghazi». Antes de llegar a Bosnia, había sido el gobernador del sanjacado de Smederevo. La ofensiva comenzó a principios de abril, con ataques coordinados a través de la frontera croata-otomana y una incursión en el vecino Archiducado de Austria. Se enviaron tropas otomanas adicionales desde Constantinopla para facilitar las operaciones de los dos gobernadores. Las fuerzas de Karlović, dos mil jinetes y además de tropas de Austria, interceptaron y derrotaron a un grupo otomano que regresaba a Bosnia a mediados de abril.
Husrev Bey primero hizo primero una incursión en Carniola. Otras unidades otomanas tantearon Knin y Skradin, que habían sido designados los principales objetivos en la primera fase de la ofensiva. A su regreso de Carniola, las fuerzas de Husrev Bey corrieron la comarca de las ciudades de Grobnik, Ledenik, Brinje y Modruš, en el centro de Croacia. Llegaron a Knin en mayo, donde Mahmud Bey se unió a Husrev Bey. Los dos gobernadores tenían un ejército de veinticinco mil soldados y una gran cantidad de artillería. La fortaleza de Knin la defendía Mihajlo Vojković de Klokoč, un noble croata que solo tenía una pequeña guarnición a su disposición.
En el momento del asedio, Karlović se encontraba en Topusko, al norte de Bihać. Cuando tuvo noticia del ataque otomano, comenzó a reunir un ejército para socorrer Knin. También pidió ayuda a los capitanes de Austria. Mientras el ban preparaba un ejército, los otomanos hicieron tres asaltos contra la ciudad. Vojković entregó la fortaleza el 28 de mayo, después de capitular con Husrev Bey. Según el acuerdo, se le concedió permiso para dejar a Knin con sus hombres. Las tropas otomanas entraron en la plaza al día siguiente. No se sabe si el acuerdo incluyó el salvoconducto a la población civil para abandonar la localidad; probablemente también pudo partir libremente. Los otomanos permitían que los civiles permanecieran en los territorios que conquistaban si pagaban el impuesto territorial (haraç), que se aplicaba a los no musulmanes del imperio.

## Secuelas

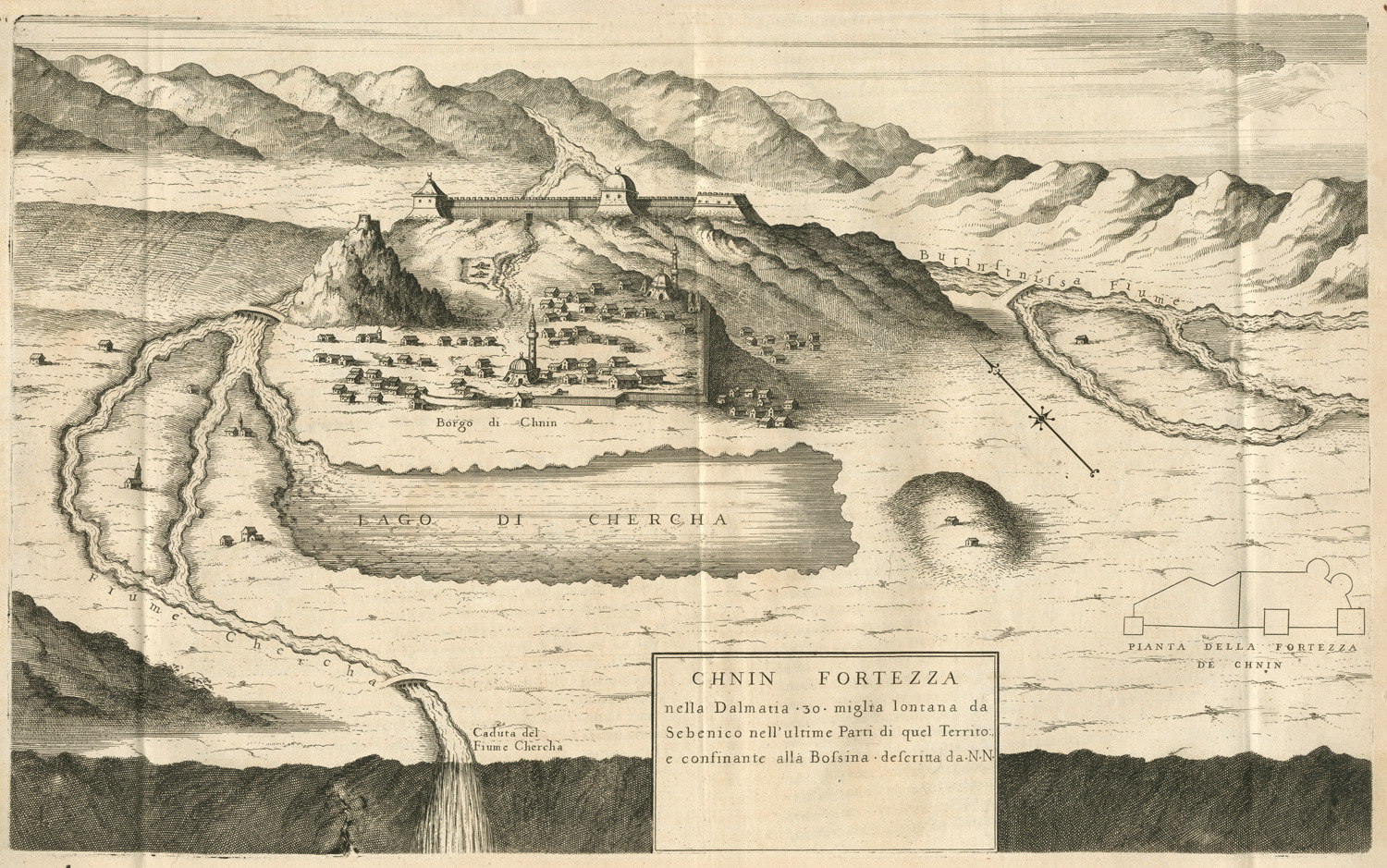
La ilustración de Vincenzo Coronelli de Knin de finales del siglo, durante el dominio otomano

Después de enterarse de la caída de Knin, los ciudadanos de la cercana Skradin huyeron y dejaron la ciudad indefensa, que luego fue tomada por los otomanos sin luchar. Husrev Bey no permitió represalias ni saqueos de las dos ciudades. Permaneció en Skradin hasta que estuvo debidamente fortificado, y cuando se marchó dejó una guarnición de quinientos hombres. Mientras estaba en Skradin, Husrev Bey recibió regalos de los venecianos. A estos les comunicó que el sultán deseaba la paz con Venecia. Después de conquistar Knin, los otomanos se trasladaron hacia Klis, otra importante ciudad fortificada en el sur de Croacia. La fortaleza de Klis, que tenía una guarnición de trescientos soldados, fue sitiada el 3 de junio. La guarnición fue lo suficientemente fuerte como para repeler las acometidas de los hombres de Husrev Bey, que tuvieron que abandonar el asedio y se retiraron el 18 de junio.
La noticia de la pérdida de Knin y Skradin llegó a Karlović con un retraso considerable. Cuando se enteró de que Vojković había entregado Knin, hizo que lo arrestaran y lo enviaran a una prisión en Udbina y le privó de sus propiedades, incluida la ciudad de Klokoč. Dos condes de la familia Frankopan, Juraj II y Matija II, se apoderaron de Klokoč por su cuenta, donde encontraron municiones y cañones que, según informes, habían sido enviados por el rey para fortalecer las defensas de Knin. Karlović denunció esta acción como ilegal, lo que provocó un conflicto interno con los Frankopan.
La caída de Knin tuvo gran impacto en Croacia y aceleró el avance otomano en la parte sur del reino. Bihać asumió el papel principal en las defensas de Croacia al sur del río Sava. La mayoría de la población local en el interior de Dalmacia ya había huido en el momento de la ofensiva de 1522. Bajo el dominio otomano, la población valaca de otros territorios otomanos se trasladó a Knin y su interior. Estableció nuevos asentamientos de pastores y fue reclutada en los ejércitos otomanos como mercenaria. Algunos de los valacos se unieron a los uscocos, soldados irregulares que libraron una guerra de guerrillas contra los otomanos y se aliaron con Venecia cuando estalló la guerra de Candía. La islamización en el interior dálmata occidental fue menor que en otras regiones, debido a la lejanía de la región respecto del centro del imperio, a las actividades de los franciscanos y el estatus especial de los valacos en el Imperio otomano.
Hubo varios intentos de recuperar Knin en los primeros años después de su caída. En septiembre de 1522, Karlović reunió un ejército y atacó a las fuerzas otomanas en las cercanías de Knin, capturando a varios soldados otomanos, incluido el orfebre de Husrev Bey. Se esperaba la ayuda del archiduque austríaco Fernando, quien se comprometió a colaborar a recuperar los fuertes perdidos y fortalecer los que aún están bajo control croata. En junio, Fernando envió cuatrocientos soldados a Karlović, al mando de Nicolás, conde de Salm, quien se reunió con Karlović y ayudó en la organización de la defensa. Si bien esas fuerzas permitieron a los croatas mantenerse firmes, eran demasiado débiles para apoderarse de Knin. Hubo dos ataques croatas más en la zona de Knin en 1529 y 1530. El primero terminó con la captura de veinticuatro soldados otomanos, mientras que en el segundo, en julio de 1530, alrededor de cien jinetes de Bihać alcanzaron la zona de Knin y el río Cetina, donde las tropas cristianas locales fueron reunidas por el harambaša Nikola Bidojević. Se desconocen los detalles de este ataque.
El Imperio otomano hizo de Knin el punto de partida de sus ofensivas en la zona. La ciudad y sus alrededores se incorporaron al recién formado vilayato croata, parte a su vez del Sanjacado de Bosnia. Alrededor de 1580, se formó el Sanjacado de Krka y Lika, cuya capital fue Knin. Esta permaneció bajo el dominio otomano hasta 1688, cuando fue conquistado por Venecia durante la guerra de Morea.